# محمدی (نام خانوادگی)
این صفحه حاوی فهرست‌هایی از افرادی با نام خانوادگی محمدی است:

## ورزشکاران
- مراد محمدی، کشتی‌گیر ایرانی
- محمد محمدی (بازیکن فوتبال)، بازیکن فوتبال ایرانی
- علی محمدی (ورزشکار)، کشتی‌گیر ایرانی
- عباس محمدی، بازیکن فوتبال ایرانی
- علیرضا محمدی، قایقران ایرانی

## اهالی سینما
- اسماعیل محمدی، بازیگر ایرانی
- اکرم محمدی، بازیگر ایرانی
- نرگس محمدی (بازیگر)

## استادان دانشگاه
- علی محمدی، پژوهشگر ادبیات فارسی
- محمد محمدی گرگانی، استاد دانشگاه ایرانی
- عباس محمدی، فارغ‌التحصیل از دانشگاه امام صادق، استاد دانشگاه، محقق، رئیس اداره بورس‌های آموزشی خارج از کشور سازمان مدیریت و برنامه‌ریزی کشور، عضو انجمن مترجمان ایران

## سایر افراد
- محمد محمدی خرم‌آبادی نمایند دلفان و سلسله در مجالس دوم، چهارم، ششم و هشتم
- اکبر محمدی، فعال دانشجویی ایرانی
- منوچهر محمدی، فعال دانشجویی ایرانی منتقد جمهوری اسلامی
- محمد ری‌شهری، وزیر سابق اطلاعات ایران
- محمد محمدی گیلانی (۱۳۰۷–۱۳۹۳)، مشهور به محمدی گیلانی، روحانی شیعه اهل ایران و حاکم شرع زندان اوین در دهه ۶۰ خورشیدی
- محمد محمدی اشتهاردی (۱۳۲۳–۱۳۸۵)، مفسر قرآن و نویسنده حوزه علمیه قم
- محمد محمدی ملایری (۱۲۹۰–۱۳۸۱)، ادیب و تاریخ‌نگار، استاد دانشگاه تهران و دانشگاه‌های دولتی لبنان و دانشگاه آمریکایی بیروت
- نرگس محمدی (۱۳۵۱)، فعال حقوق بشر، زندانی سیاسی و معترض دستگیر شده توسط جمهوری اسلامی و برنده جایزه نوبل صلح

## نام‌های مشابه
- مصطفی پورمحمدی، وزیر کشور سابق ایران
- مسعود علی‌محمدی، فیزیک‌دان ترورشده
- حامد ملک‌محمدی معمار، جودوکار ایرانی
- سیروس دین‌محمدی، بازیکن فوتبال ایرانی
- حسین دین‌محمدی زنجانی، فقیه شیعه ایرانی
- یحیی گل‌محمدی، بازیکن فوتبال ایرانی